# فيضان سينت لوسيا

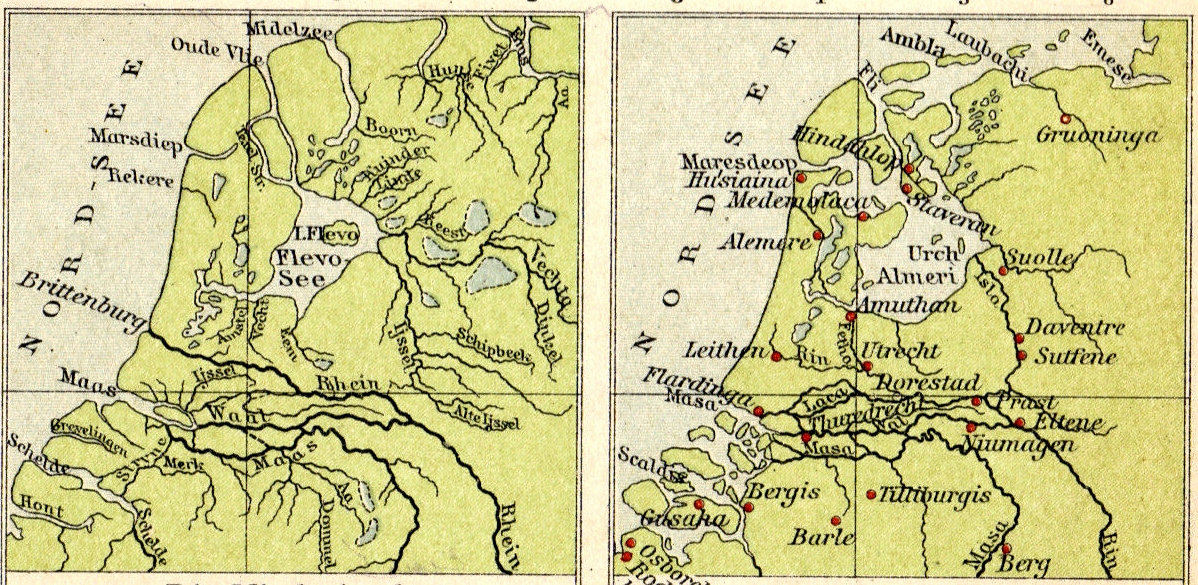

فيضان القديسة لوسي (بالهولندية: Sint-Luciavloed) مد عاصفي أثر على هولندا وشمال ألمانيا في 14 ديسمبر 1287م (اليوم الذي تسمى باسم عيد القديسة لوسي) عندما إنكسر السد خلال عاصفة مما أسفر عن مقتل ما يقرب من 50.000 إلى 80.000 شخص في واحد من أكبر ستة فيضانات في التاريخ المسجل. وقد غمرت المياه الكثير من الأراضي بشكل دائم في ما يعرف الآن ببحر وادن وبحيرة آيسل. وقد أثر هذا الفيضان على شمال هولندا، خاصةً فريزلاند. وقد دمر جزيرة خرينت Griend تقريباً، ولم يتبق غير عشرة منازل فقط عشرة. ويعود اسم «زاوديرزي (بحر الجنوب)» لهذا الحدث، حيث أن الماء كان مجرد بحيرة ضحلة داخلية عندما كان يجري بناء السدود الأولى، ولكن ارتفاع مستويات بحر الشمال خلق هذا «البحر الجنوبي» عندما جاءت الفيضانات فيه بما في ذلك هذا الفيضان.
وكان هذا كارثة مماثلة لفيضان بحر الشمال 1953م، عندما تزامن وجود ضغط منخفض هائل مع ارتفاع المد والجزر مما سبب موجة عواصف عارمة.
ورغم أن عاصفة سينت لوسيا لا تعرف بهذا الاسم في إنجلترا إلا أنها كانت هي نفسها التي أدت إلى آثار مدمرة على الجانب الآخر من بحر الشمال. حيث قتل مئات من الناس هناك، على سبيل المثال في قرية هيكلينغ، نورفولك، حيث مات حوالي 180 شخص، وارتفع الماء قدماً فوق المذبح العالي في كنيسة الدير.
وهذه العاصفة هي واحدة من عاصفتين في عام 1287م التي يشار إليها أحياناً باسم «العاصفة الكبيرة». والأخرى كانت فيضان جنوب إنجلترا فبراير 1287. جنباً إلى جنب مع عاصفة أخرة في يناير 1286، أديا إلى تراجع واحد من الموانئ الرائدة في إنجلترا وهو دانويتش Dunwich في سوفولك.